# Thalictrum sharpii
Thalictrum sharpii är en ranunkelväxtart som beskrevs av B. Boiv.. Thalictrum sharpii ingår i släktet rutor, och familjen ranunkelväxter. Inga underarter finns listade i Catalogue of Life.